# Fürge darázscincér
A fürge darázscincér (Xylotrechus antilope) a cincérfélék családjába tartozó, Eurázsiában és Észak-Afrikában honos, tölgyfákon élő bogárfaj. 

## Megjelenése
A fürge darázscincér testhossza 7-15 mm. Előháta felső nézetben kerekded, szárnyfedőinek oldalvonalai végig keskenyednek. Alapszíne fekete, lábai is sötétek, csápja barna, olykor a pajzsocska mellett a tőszegély a vállbütyökig barna. Az előtor elülső peremének sarkaiban egy-egy hosszú, a hátsó peremnél egy-egy kis sárga folt látható. A szárnyfedőkön a nőstény esetében sárga, a hímnél fehér színű három keskeny keresztsáv látható, ezekből az első két fele nagyon ívelt és nem éri el a varratot; a harmadik egészen a szárnyfedő végén található. Sárga vagy fehér vonal húzódik a pajzsocskán keresztül és rézsútosan a vállbütykök alatt is. Homloklécei egészen laposak és elmosódottak, homloka szórtan és nem elrendezett csíkban szőrözött. A szárnyfedők külső csúcsszöglete éles hegyben kihúzott. 

## Elterjedése és életmódja
Eurázsiában (az Ibériai-félszigettől Nyugat-Szibériáig és Észak-Iránig) és Észak-Afrikában honos. Magyarországon a domb- és hegyvidékeken elterjedt, néhol gyakori. 
Lárvája elsősorban tölgyfák (ritkán bükk vagy nyír) elhalt törzsében és vastagabb ágaiban él a kéreg alatt vagy a fában. Fejlődése két évig tart, majd tavasszal bebábozódik. A imágó májustól augusztusig rajzik, főleg száraz fatörzseken, kidőlt fákon, ölfán tartózkodik. 

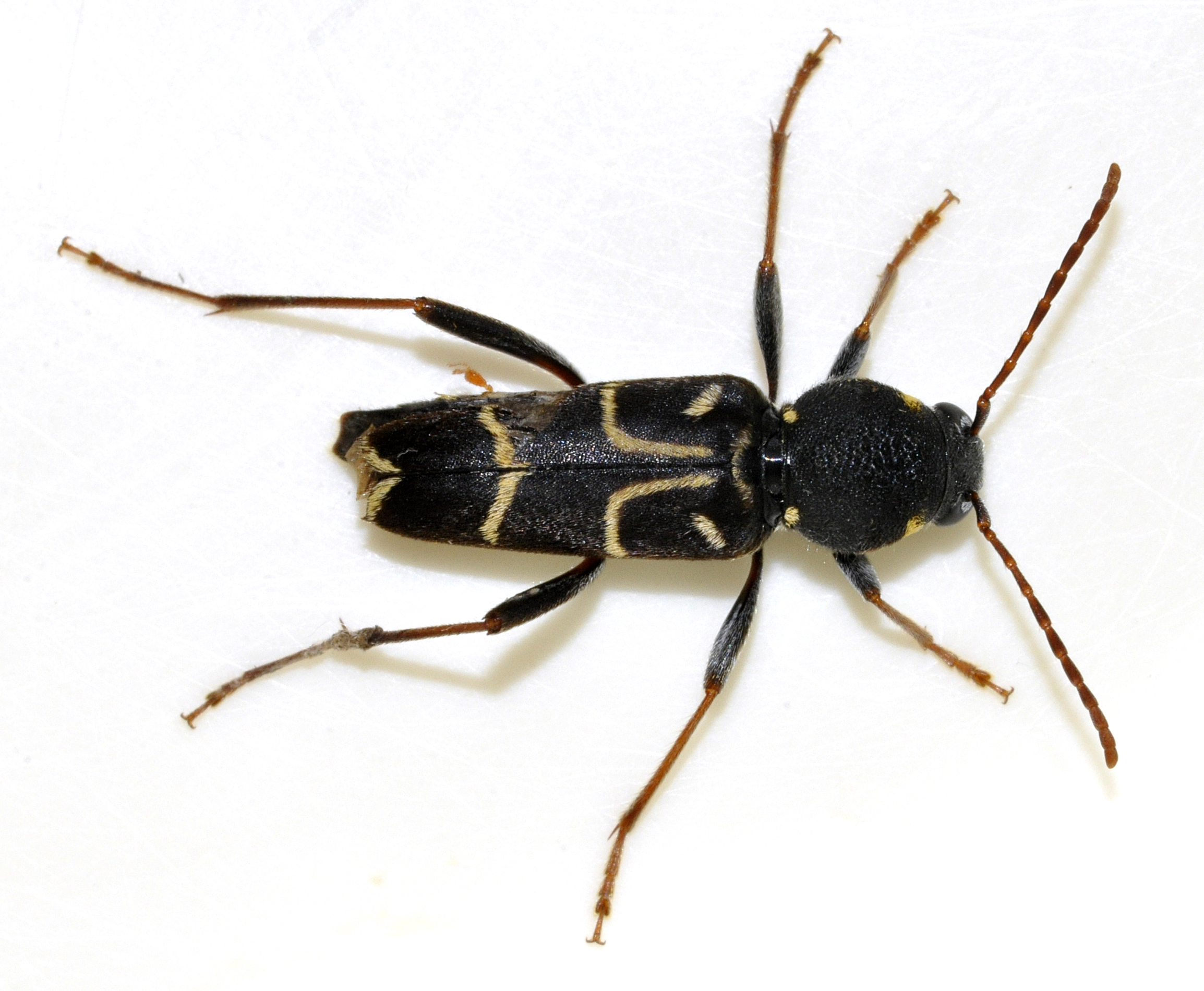
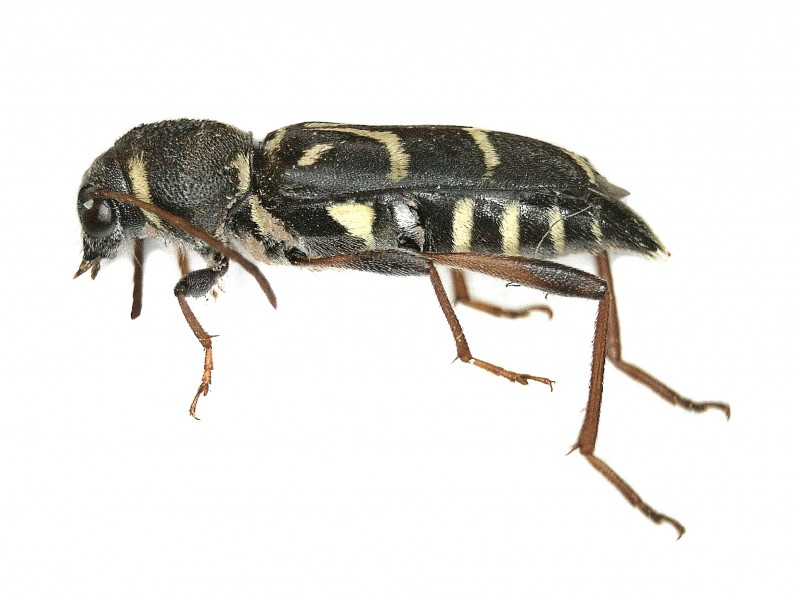
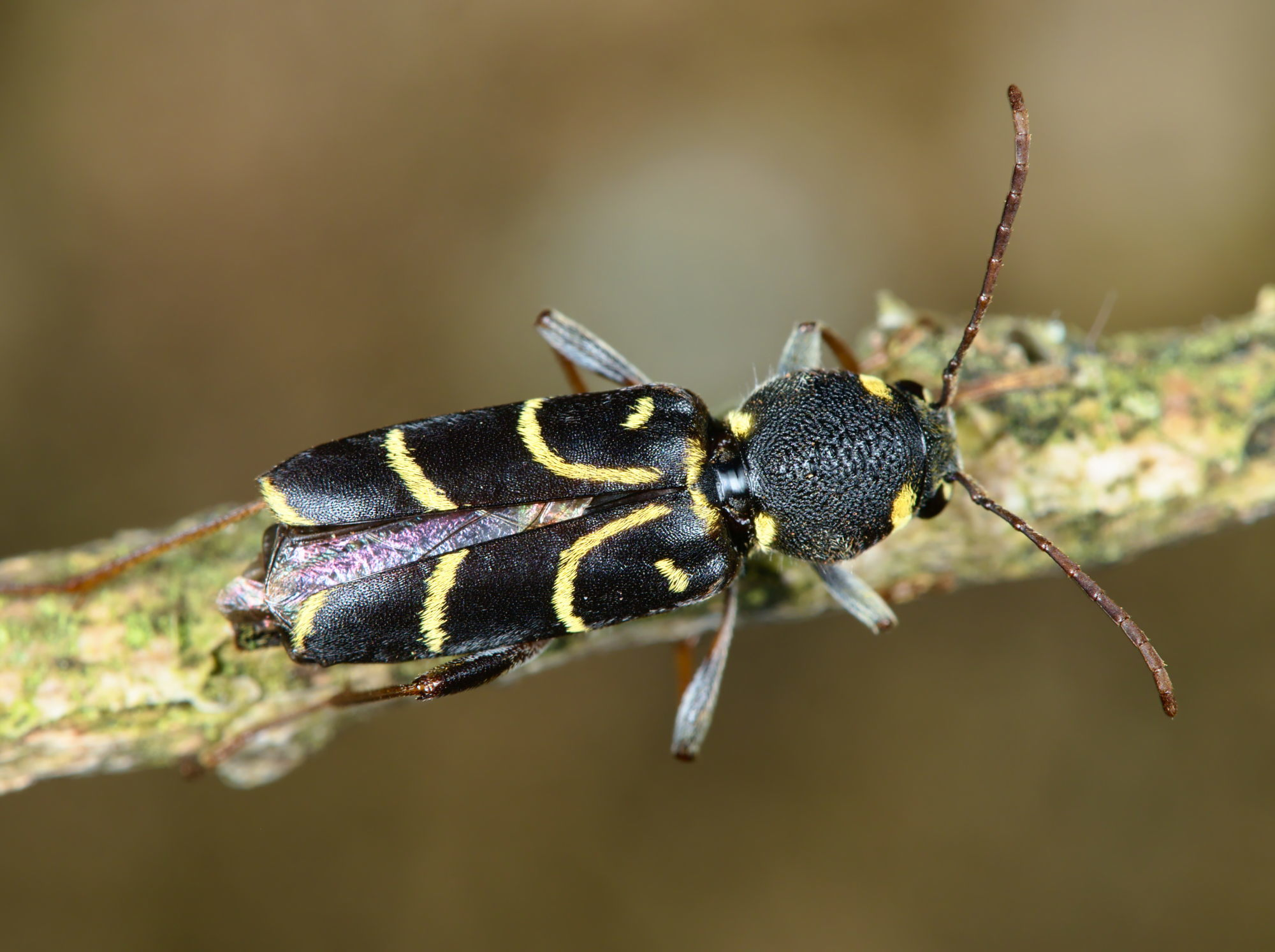
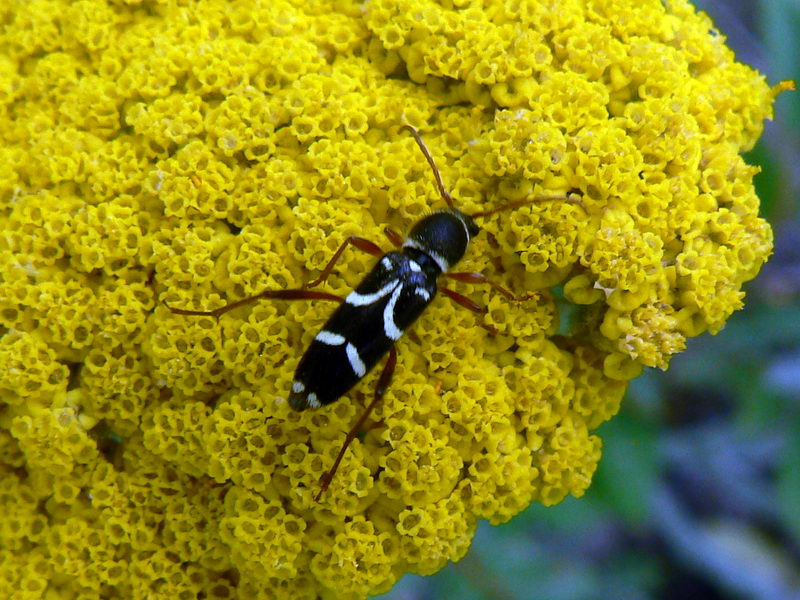
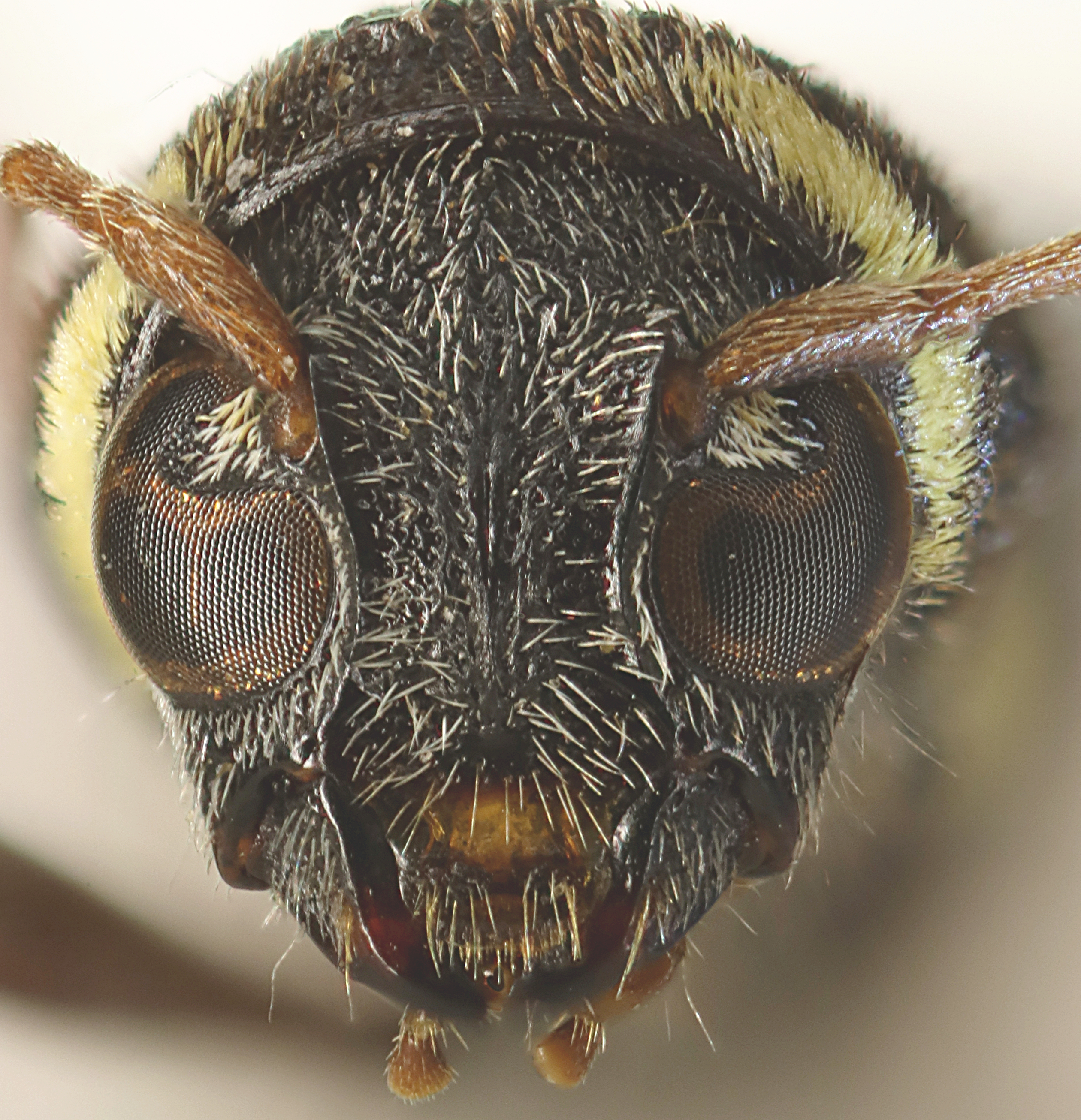

Magyarországon nem védett.